# 4U (偶像组合)
是日本一支四人男子偶像组合，隶属于杰尼斯事务所。组合之所以得名，是源自组合四人的名字都有（Yū）这个读音。
4U曾经做过近畿小子和泷与翼的伴舞。从2006年到2017年，每年都在舞台剧《Endless SHOCK》中登场。 目前该组合主要以舞台剧表演为主。

## 组合成员
| 中文姓名 | 日文原名            | 出生年月       | 代表色 | 籍贯   | 血型 | 备注 |
| -------- | ------------------- | -------------- | ------ | ------ | ---- | ---- |
| 福田悠太 | ／ Fukuda Yūta      | 1986年11月15日 | ▉绿色  | 东京都 | B型  | 队长 |
| 松崎佑介 | ／ Matsuzaki Yūsuke | 1986年10月20日 | ▉紫色  | 琦玉县 | O型  |      |
| 辰巳雄大 | ／ Tatsumi Yūdai    | 1986年11月25日 | ▉黄色  | 琦玉县 | B型  |      |
| 越冈裕贵 | ／ Koshioka Yūki    | 1986年10月5日  | ▉红色  | 大阪府 | A型  |      |

## 演出作品
注：2011年3月之前组合成员的活动请参看M.A.D.或成员个人词条。

### 演唱会
- Live House 杰尼斯银座（2013年5月6日－9日，创新剧院（日语：シアタークリエ））——组合单独公演[7][8]
- 杰尼斯银座2014（2014年5月12日－15日，创新剧院）——组合单独公演[9]
- 杰尼斯银座2015（2015年4月27日－29日、5月2日，创新剧院）——组合单独公演[10]

### 活动
- GO GO!Smile!感谢祭〜七夕之夜〜（2015年7月7日，Zepp名古屋）[11]

### 综艺节目
- 《〜GO GO!Smile!〜（日语：ゴゴスマ -GO GO!Smile!-）》（2014年10月－，CBC电台）——从周五移档至周二播出[12][13]

### 广播节目
- （2013年1月2日－2013年1月3日，CBC电台）
- 《4U的Pitaraji!（日语：ナガオカ×スクランブル）》（2013年4月6日－，CBC电台）[d]

### 广告代言
- 好侍食品“妙脆角（日语：とんがりコーン）”（2014年10月－）[14]

## 音乐作品

### 合辑
- 《KOICHI DOMOTO 「Endless SHOCK」Original Sound Track 2（日语：KOICHI DOMOTO 「Endless SHOCK」Original Sound Track 2）》（2017年4月19日发行）[15]

## 其他作品

### 杂志
- 《TV navi（中部版）（日语：TVnavi）》连载专栏：“（感谢你4U！！）”

### 脚注
1. ↑  中文译名源自杰尼斯事务所简体中文官方网站4U资料站。
2. ↑  包含成员们在M.A.D.的时代。2015年至2017年期间，以2人为组分别登场；2018年，除辰巳雄大以外的三人均出演。
3. ↑  由队长福田悠太所决定。
4. ↑  隶属于CBC电台广播节目《永冈×争夺》星期五时段内环节。

### 出典
1. ↑  . VenusTap. 小学館. 2015-02-26  [2015-04-28]. （原始内容存档于2015-04-28）.
2. ↑  . 日刊体育. 2015-08-05  [2015-09-26]. （原始内容存档于2018-11-24）.
3. 1 2 3 4 5  . リアルライブ. 2014-12-15  [2015-03-12]. （原始内容存档于2018-11-24）.
4. 1 2 3 4 5  . 杰尼斯事务所.   [2018-05-04]. （原始内容存档于2019-12-12）.
5. 1 2 3 4  . TVfan (共同通信社): 1–4頁（book in book）.
6. ↑  . TV LIFE. 2015-08-06  [2017-08-12]. （原始内容存档于2015-09-27）.
7. ↑  . 日刊体育. 2013-04-13  [2015-03-12]. （原始内容存档于2016-03-04）.
8. ↑  . 东宝.   [2016-05-26]. （原始内容存档于2013-10-05）.
9. ↑  . livedoorNEWS. 2014-06-06  [2015-03-12]. （原始内容存档于2018-06-27）.
10. ↑  . ザテレビジョン. 2015-04-26  [2016-04-21]. （原始内容存档于2020-10-28）.
11. ↑  . モデルプレス. 2015-07-09  [2016-04-21]. （原始内容存档于2018-06-27）.
12. ↑  . CHINICHI Web. 2015-05-31  [2016-09-14]. （原始内容存档于2015-05-31）.
13. ↑  . リアルライブ. 2015-03-16  [2015-04-28]. （原始内容存档于2018-05-06）.
14. ↑  . 月刊TVnavi (産経新聞出版): 250.
15. ↑  . ステージナタリー. 2017-03-10  [2017-04-29]. （原始内容存档于2019-04-07）.